# 母なる自然

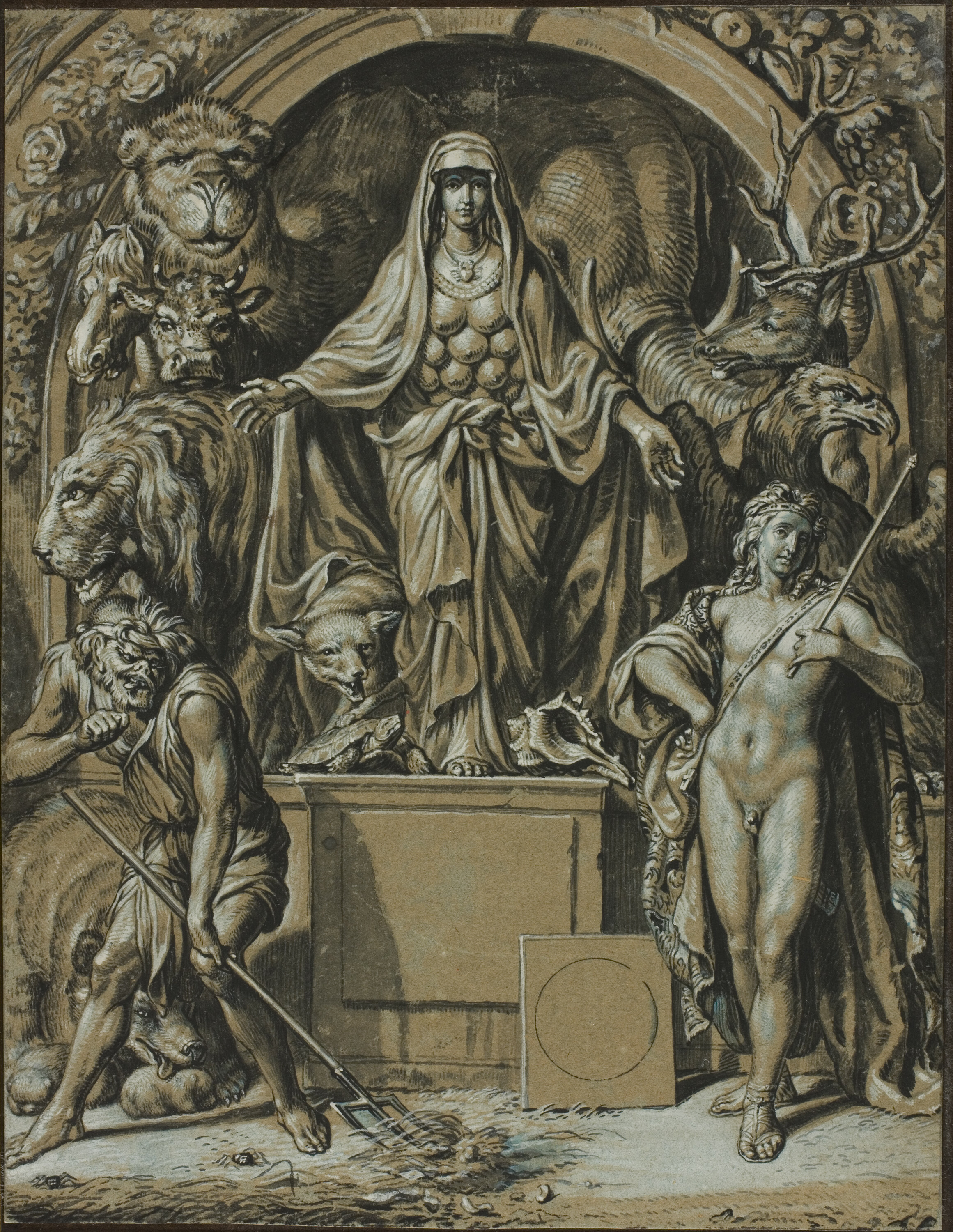
ヨーゼフ・ヴェルナー: Diana von Ephesos als Allegorie der Natur（自然のアレゴリーとしてのエフェソスのディアーナ）、1680年頃

母なる自然（ははなるしぜん）とは、自然の擬人化であり、自然が生命を生み、育むことを母の形で具現化したものである。母なる大地（ははなるだいち）、母なる地球（ははなるちきゅう）ともいう。

## ヨーロッパにおける歴史

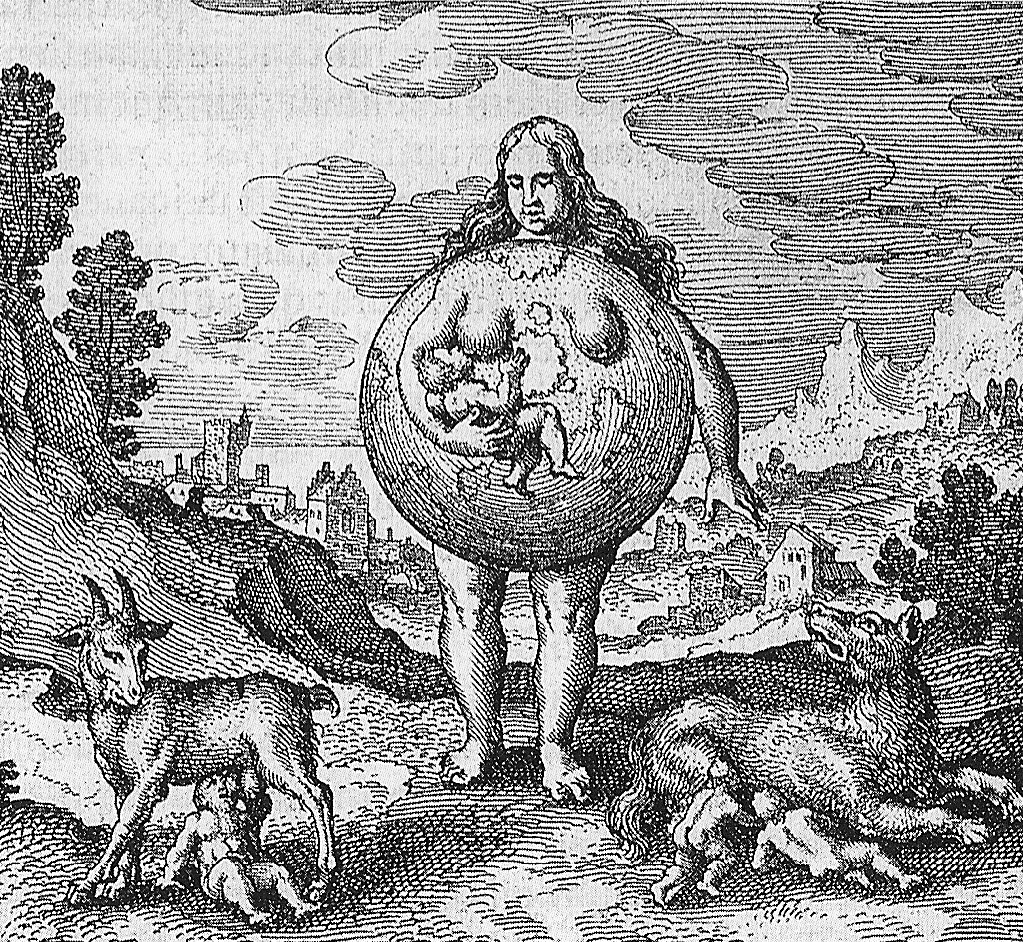
17世紀の錬金術のテキスト『逃げるアタランタ』に登場する「母なる自然」のイメージ

"nature"という言葉は、生まれや性格を意味するラテン語の"natura"に由来する。英語では、「世界の現象全体」という意味で1266年に初めて使われたことが記録されている。中世には、"natura"と母なる自然の擬人化が広く普及していた。神と人間の間に位置する概念としては、古代ギリシャにまで遡ることができるが、地球（古英語で"Eorthe"）が女神として擬人化されていた可能性もある。北欧にもヨルズと呼ばれる女神がいた。この語は古ノルド語で「大地」を指す一般名詞であり、英語の"earth"と同根語である。
「母なる自然」という言葉の最古の使用例は、紀元前13〜12世紀に線文字Bで書かれたミケーネ・ギリシャ語のMa-kaであり、「母なるガイア」を意味する。
ギリシャでは、ソクラテス以前の哲学者たちが、世界の現象全体を単数形のphysisと抽象化して自然を「発明」し、これをアリストテレスが継承した。中世のキリスト教の思想家たちは、自然を万物を含むものとは考えず、自然は神によって創造されたものであり、その居場所は不変の天国と月の下にある地上にあると考えていた。自然は中央に位置し、その上には天使、下には悪魔や地獄が存在する。中世の人々にとって、「母なる自然」は女神ではなく、あくまでも擬人化された存在だった。

### ギリシャ神話

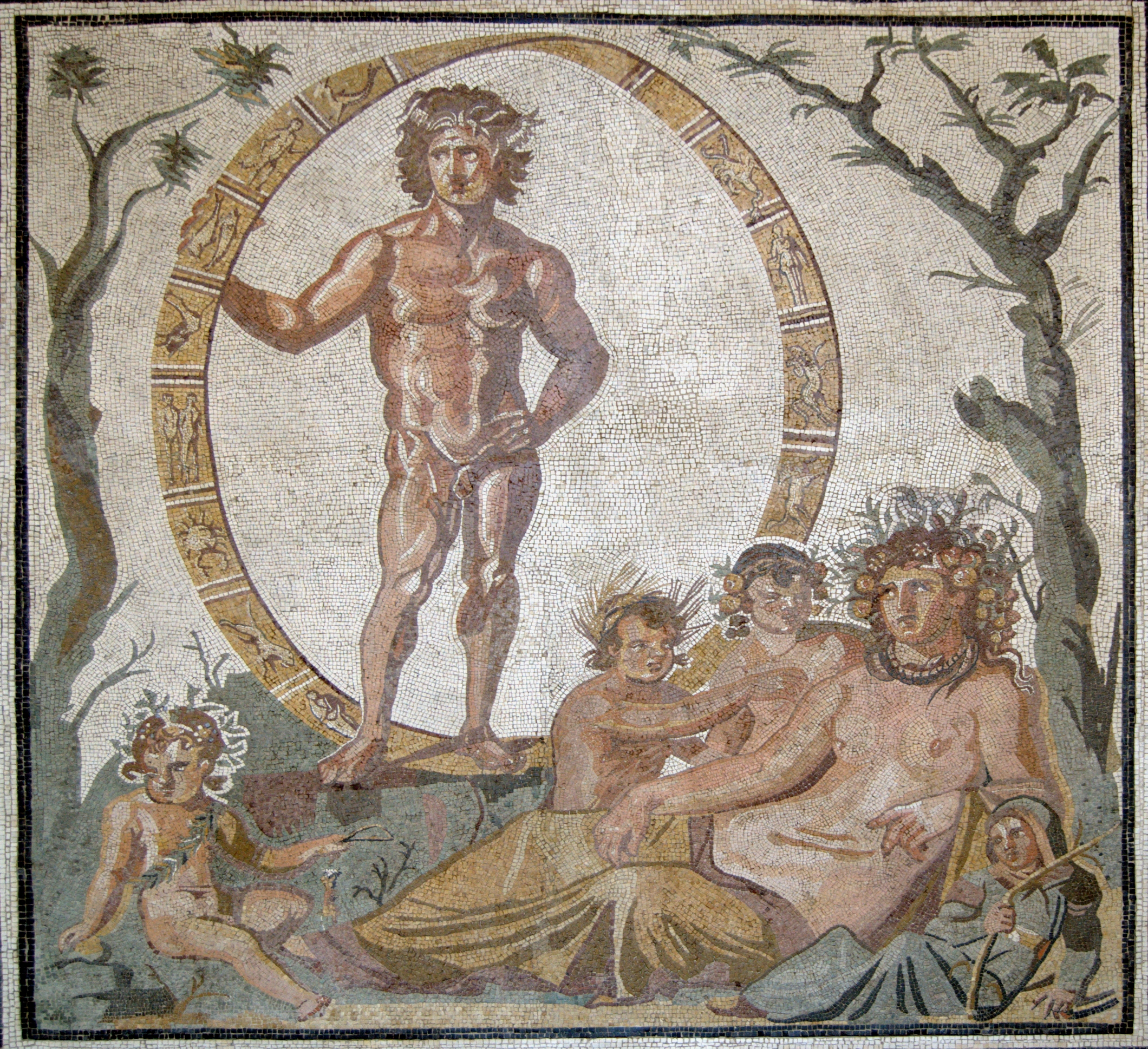
アイオーン、ガイアと4人の子供

ギリシャ神話では、収穫の女神デーメーテールの娘ペルセポネーは、死者の神ハーデースに誘拐され、その妃として冥界に連れて行かれた。デーメーテールは作物が育たなくなるほどに取り乱し、ゼウスが心配していなかったら、悲惨な飢えで全人類が死んでしまうほどだった。ゼウスはハーデースにペルセポネーを母のもとに返すように命じたが、ペルセポネーは冥界で死者の食べ物であるザクロの種を食べてしまったため、1年のうちの一部を冥界でハーデースとともに過ごさなければならなくなった。死者の世界にいる娘を悲しむデーメーテールの気持ちは、不毛の冬に反映され、ペルセポネーが戻ってきたときの喜びは、豊かな夏に反映される。

### 古代ローマ
ローマのエピクロス派の詩人ルクレティウスは、『事物の本性について』（ラテン語: De rerum natura）の冒頭で、ウェヌス（ヴィーナス）を正真正銘の自然の母として取り上げている。ルクレティウスはウェヌスを「自然の生成的側面の擬人化された象徴」として用いている。これは、迷信を排除した無神論的な世界観を提示したルクレティウスの作品の性質と大きく関係している。

## アメリカ大陸の先住民族
北米のアルゴンキン族の伝説では、雲の下にはノコミスと呼ばれる大地の母が住んでいて、その母から生命の水がもたらされ、その懐で植物、動物、人間を養っている。
インカ神話では、パチャママ（またはママパチャ）は植樹と収穫を司る豊穣の女神である。パチャママは通常、「母なる大地」と訳されるが、直訳すると「母なる宇宙」となる（アイマラ語とケチュア語では、mama＝母、pacha＝世界、時空、宇宙）。パチャママとその夫であるインティは、最も慈悲深い神であり、現在のエクアドルからチリ、アルゼンチンに至るまでのアンデス山脈の一部で崇拝されている。
メキシコで文化マネージメントを行うテオデュラ・アレマン・クレトは、2015年の著書"Coateteleco, pueblo indígena de pescadores"（先住民族の漁師町コアデテルコ）で「我々（メキシコ）の先スペイン文化では、我々の『母なる自然』への敬意と信仰は、人間として完全に調和して生きるために最も重要であった」と述べている。

## 東南アジア
インドシナ半島のカンボジア、ラオス、タイでは、大地はプラ・メー・トラニーとして擬人化されているが、仏教神話における彼女の役割は、「母なる自然」とはかなり異なる。マレー諸島では、東インド諸島の「米の母」であるデウィ・スリがその役割を担っている。